# Terrigal Lagoon
Terrigal Lagoon (engelska: Tarragal Lagoon) är en lagun i Australien. Den ligger i delstaten New South Wales, i den sydöstra delen av landet, omkring 51 kilometer nordost om delstatshuvudstaden Sydney.
I omgivningarna runt Terrigal Lagoon växer i huvudsak städsegrön lövskog. Genomsnittlig årsnederbörd är 1 286 millimeter. Den regnigaste månaden är februari, med i genomsnitt 201 mm nederbörd, och den torraste är juli, med 36 mm nederbörd.